# Lacs (dystrykt)
Lacs (fr.: District des Lacs) – jeden z czternastu dystryktów Wybrzeża Kości Słoniowej, położony w środkowej części kraju.

## Podział administracyjny
Dystrykt Lacs dzieli się na 4 regiony:
- Region Bélier (stolica w Jamusukro)
  - Departament Didiévi
  - Departament Djékanou
  - Departament Tiébissou
  - Departament Toumodi
- Region Iffou (stolica w Daoukro)
  - Departament Daoukro
  - Departament M'Bahiakro
  - Departament Prikro
- Region Moronou (stolica w Bongouanou)
  - Departament Arrah
  - Departament Bongouanou
  - Departament M'Batto
- Region N'zi (stolica w Dimbokro)
  - Departament Bocanda
  - Departament Dimbokro
  - Departament Kouassi-Kouassikro

Źródła.